# Blacus mallochi
Blacus mallochi är en stekelart som först beskrevs av Henry Lorenz Viereck 1913.  Blacus mallochi ingår i släktet Blacus och familjen bracksteklar. Inga underarter finns listade.